# Полювання на лисиць (логічна гра)
«Полювання на лисиць» (рос. Охота на лис) — логічна гра. 
Програму для радянського програмованого мікрокалькулятора Електроніка МК-54 першим опублікував в номері 12 журналу «Наука и жизнь» за 1985 рік А. Несчетний з Ленінграда. Вона створена за мотивами «полювання на лисиць» — різновиду радіоспорту (спортивного орієнтування з використанням радіопеленгування).

## Суть гри
Приблизний хід гри:
1. На поле випадковим (невідомим для гравця) способом, розставляються вісім «лисиць», до того ж декілька з них можуть знаходитися в одній і ті й же клітинці.
2. Гравець задає своє положення, вводячи координати. У відповідь він отримує кількість «лисиць», котра пеленгується із введенного місцеположення. Це число вказує, скільки «лисиць» розташоване в одній вертикалі, горизонталі та діагоналях з вказаною кліткою.
3. Якщо місце розташування гравця збіглося з положенням «лисиці», вона вважається знайденою.
4. Гра триває, поки не будуть знайдені всі «лисиці».

Існує багато версій цієї гри як для різних комп'ютерів, так і для мобільних телефонів, мікрокалькуляторів і т. п.